# Mutinerie (Stargate)
Pour les articles homonymes, voir Mutinerie (homonymie).
Mutinerie est le douzième épisode de la première saison de la série télévisée Stargate Universe.

## Résumé
Chloe Armstrong traverse un couloir du Destinée, qui est anormalement dans le noir. Elle arrive vers une porte avec une lumière extrêmement brillante venant du hublot de la porte. Elle passe sa tête au travers du hublot, et se voit debout, en train de se faire capturer par un chasseur des aliens bleu. Elle se voit être mise dans une chambre de conservation. Sa mère arrive vers elle pour casser la paroi, mais elle n’y parvient pas. Puis la vision de sa mère est remplacée par celle d’un alien bleu.
Chloe se réveille soudainement, elle vient d’avoir un cauchemar. Matthew Scott essaie de la consoler, elle quitte sa chambre. Elle va voir Nicholas Rush dans le mess, qui vient d’avoir le même cauchemar. Chloe ne croit pas que l’équipage soit en sécurité face aux aliens.
Rush va voir Everett Young, qui souhaite parler avec lui. Young veut discuter avec lui également, il suspecte Rush d’avoir pris une pierre de communication et de l’avoir gardé sur lui, ce qui expliquerait comment les aliens en possèderaient une. Rush ne le confirme pas, mais ne l’infirme pas non plus. Il insiste sur un problème plus immédiat : les aliens ont un moyen de pister le Destinée. Young assume le fait qu’ils ont utilisé le signal des pierres de communications, mais Rush pointe le fait qu’ils ne savent pas comment les pierres fonctionnent, et sont technologiquement inférieurs aux Anciens. Rush a des flashs des aliens voulant lire dans sa mémoire. Il pense que les aliens cherchent le Destinée depuis longtemps. Il pose en principe le scénario beaucoup plus probable : il y a un dispositif de traçage sur la coque, et puisqu'ils se sont déjà débarrassés d'un en combattant, il doit être quelque part d'autre sur le vaisseau. Avec le vaisseau actuellement hors VSL et n'y retournant pendant plusieurs heures, Rush pense qu'il est maintenant l'heure idéale de vérifier sa théorie.
Eli Wallace guide un kino à travers l’une des brèches causé par les chasseurs des aliens bleu, et commence à rechercher le dispositif de traçage sur la coque. Une fois trouvé, Young et Scott tirent avec la navette, et le détruisent. Eli observe cela depuis la salle de contrôle, et Chloe vient voir le vaisseau alien.
Sur cette victoire, Scott et Young vont aller s’arrimer, mais les pinces d’arrimages ne s’enclenchent pas. Sans eux, le bouclier du Destinée n’englobera pas la navette, ce qui les vaporiserait lors du passage en VSL du Destinée. Eli en cherche la cause, et Chloe apporte l’attention sur une autre console, où Rush est en train de transférer le contrôle des commandes. Ce processus a rendu indisponible l’activation des pinces d’arrimage. Eli travaille pour le stopper, et restaurer le contrôle des commandes, Chloe cours voir Rush dans le laboratoire de recherche et lui demande d’arrêter. Rush refuse, car c’est leur seule chance de pouvoir prendre le contrôle du vaisseau. Cependant, il arrêta le transfert juste à temps, et permit à la navette de se poser.
Une fois la navette posée, Rush commence à fermer certains compartiments du vaisseau, transférant presque tous les systèmes vitaux à son poste de contrôle. Tout le personnel militaire, sauf T.J et un autre soldat, est séparé des vivres. Rush fait pression contre Young pour le commandement du vaisseau. Eli précise qu'il a toujours les commandes du système de survie, mais Rush contre cela en disant que le vaisseau est beaucoup plus grand que leur « côté » de vaisseau et que cela prendrait trois jours pour que l'air diminue complètement, mais pendant ce temps-là, la déshydratation gagnerait le « côté militaire », et personne ne gagnerait.
Bien que les deux « camps », soient pour l’instant dans une impasse, Rush indique qu’Eli pourrait faire pencher la balance en faveur de Young qui va le faire travailler pour regagner le commandement du vaisseau. Pour contrer cet avantage, Rush propose un marché : il leur offre un approvisionnement limité en nourriture et eau, contre Eli. Young est d’accord, et Eli rejoint le « côté civil ». Il est escorté par Chloe, et l’emmène vers Rush. Au long du chemin, il accuse Chloe de l’avoir distrait pendant que Rush faisait le transfert de commande. Chloe dément, elle lui dit qu’elle savait qu’il y aurait une rébellion préparée, mais qu’elle ne savait pas quand est-ce qu’elle allait se produire. Quand il lui pose la question de savoir pourquoi elle fait équipe avec Rush, elle déclare en colère que Rush a été abandonné car il était dérangeant pour Young. Elle laisse Eli à Rush, qui a besoin de son aide pour dévier la puissance du vaisseau vers les boucliers.
Pendant ce temps, Young et Greer utilisent les combinaisons environnementales, pour sortir par l’une des brèches causées par les chasseurs des aliens bleus pour aller vers l’autre brèche de la coque qui se trouve «côté civil », et qui permettra aux militaires d’ouvrir les portes, et de reprendre le commandement du vaisseau. Au même moment, Rush explique que les aliens vont revenir, et que le vaisseau doit renforcer ses boucliers pour que leur attaque échoue. Eli dit que le dispositif de traçage a été détruit avant le dernier saut, mais Rush lui révèle qu’un second lui a été implanté chirurgicalement dans sa poitrine. Eli va finalement coopérer.
Trois vaisseaux-mères des aliens bleus sortent de VSL près du Destinée, et Rush prépare le renforcement des boucliers. Eli résiste d’abord, pensant que battre en retraite peut être une meilleure idée. Rush précise que le Destinée ne pourra jamais arriver à détruire les trois vaisseaux-mères, et va activer le plan, enclenchant les boucliers juste après le passage de Young et Greer dans la brèche de l’autre partie du vaisseau.
Young et Greer ouvrent les portes, et le personnel militaire commence à reprendre le contrôle du vaisseau. Wray confronte Young à propos de la mutinerie, et une fois encore il parle du dispositif de traçage, et elle réalise qu’il a utilisé son plan pour se protéger. Young rentre pour reprendre le contrôle des commandes, insistant pour attaquer les vaisseaux-mères. Cependant, Rush bloqua les armes pour l’en empêcher. Sans le consentement de Rush, Eli parle à Young du dispositif de traçage. Young ordonne qu’on le lui enlève, mais T.J refuse, manquant de connaissance en la matière. Lorsque l’on suggère qu’un docteur venant de la Terre soit appelé pour lui venir en aide grâce au dispositif de communication, Chloe se porte volontaire pour être son hôte.
Rush est anesthésié avec du venin des créatures de la planète tropicale, et les docteurs se mirent à travailler, en dépit des conditions déplorables pour faire une opération à bord du Destinée. Un kino désassemblé a été utilisé pour créer une caméra médicale de fortune, pour trouver le dispositif de traçage. Au beau milieu de la procédure, le signal des pierres de communications se coupent probablement à cause de la forte intensité des projectiles lancés contre le bouclier. T.J pris le traceur, et le retira du corps, et Scott l’écrasa avec sa crosse de son pistolet, il appela ensuite Young pour lui annoncer que l’opération est un succès.
Dans la salle de recherche, Eli essaie de contourner le verrouillage des armes, mais ne les actives pas. Il pense que Rush a eu la bonne idée. À ce point, activer les armes compromettrait les parties du bouclier déjà affaiblis, et elles ne fonctionneraient sûrement pas. Leur seule option est d’espérer que les boucliers tiennent jusqu’au prochain saut en VSL. Les boucliers sont parvenus à tenir jusqu’au saut, bien qu’un certain nombre de dommages mineurs soient encourus.
Avec la rébellion éteinte, Young ordonne aux civils de retourner dans leurs quartiers, car il n’y a plus qu’ils puissent faire pour résister. Cependant, Greer remarque que ce n’est pas encore fini entre les deux camps.

## Distribution
- Robert Carlyle : Dr. Nicholas Rush
- Justin Louis : Everett Young
- Brian J. Smith : Matthew Scott
- Elyse Levesque : Chloe Armstrong
- David Blue : Eli Wallace
- Alaina Huffman : Tamara Johansen
- Jamil Walker Smith : Ronald Greer
- Ming-Na : Camile Wray
- Julia Anderson : Vanessa James
- Jeffrey Bowyer-Chapman : Darren Becker
- Patrick Gilmore : Dale Volker
- Jennifer Spence : Lisa Park
- Peter Kelamis : Adam Brody
- Alisen Down : Dr. Brightman

## Tournage
- Il s'agit du premier épisode de la franchise réalisé par Félix Enríquez Alcalá.